# Huda Jama
Huda Jama este o localitate din comuna Laško, Slovenia, cu o populație de 71 de locuitori.